# 加賀福岡站
加賀福岡站（日语：／ Kaga-fukuoka eki */?）是位於石川縣能美郡根上町福岡（現時：能美市福岡町），北陸鐵道能美線的鐵路車站（廢站）。

## 歷史
- 1925年（大正14年）
  - 8月13日：能美電氣鐵道車站啟用[1]。
  - 10月：新設貨物側線[2]。
- 1938年（昭和13年）10月27日（通知）：在路軌的貨物起卸處、貨運月台[3]和站舍一同遷移至北邊。月台牆身由木製變為混凝土[2]。
- 1939年（昭和14年）8月1日：金澤電氣軌道收購合併能美電氣鐵道[4]。
- 1941年（昭和16年）8月1日：北陸合同電氣（現時：北陸電力）合併金澤電氣軌道。
- 1943年（昭和18年）10月13日：在轉讓業務下，成為北陸鐵道能美線車站。
- 1960年（昭和35年）5月19日：撤走貨物側線。只剩下1面1線月台[2]。同時成為無人車站[3]。
- 1980年（昭和55年）9月14日：能美線全線廢除，此站也被廢除[1]。

## 車站結構
在全盛時期，此站設有職員當值。在紡織品工業全盛時期，此站附近一帶的工廠工人會使用此站。在晩年，此站只剩下1面1線的單式月台，同時為無人車站。月台在路軌的北邊。此站設有木製簡單候車室。

## 現狀
站舍和路軌已經被撤走。車站遺址設置了一牌展板。

## 相鄰車站
北陸鐵道
能美線
中之庄－加賀福岡－新寺井

## 注腳
1. 1 2  今尾惠介《日本鐵道旅行地圖帳》6號 北信越（新潮社、2008年）p.28
2. 1 2 3 4  RM LIBRARY 230 北陸鉄道能美線（寺田裕一著　Neko出版　2018年10月1日初版）p.36 - 37
3. 1 2 3 4 5  能美市『能美電ものがたり 運行時の各駅と現在』 （页面存档备份，存于）（日語）（PDF）
4. ↑  7月27日 得到許可「鉄道譲渡」《官報》1939年7月31日（國立國會圖書館數碼化收藏）

## 相關項目
- 日本鐵路車站列表 Ka
- 福岡車站 (消歧義)